# Epinephelus costae
La cernia dorata (Epinephelus costae (Steindachner, 1878)), conosciuta anche come dotto, è un pesce di mare della famiglia Serranidae.

## Descrizione
Ha sagoma più allungata e mandibola inferiore più prominente rispetto alla cernia bruna ma si riconosce soprattutto per la colorazione, che però attraversa varie fasi:
livrea normale

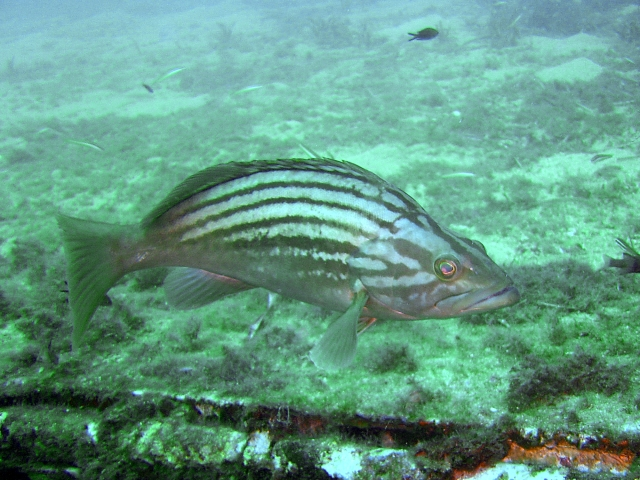
Esempalre giovanile

- macchia color giallo oro dietro l'opercolo branchiale
- quattro linee orizzontali scure parallele sul dorso, su sfondo beige.

giovane
- ci sono più di quattro linee sui fianchi
- niente macchia dorata sul fianco

maschio adulto
- macchia dorata ben visibile ed estesa
- metà inferiore del corpo biancastra sormontata da una fascia molto scura irregolare.

Le dimensioni arrivano ad 80 cm per 8 kg di peso.

## Biologia

### Comportamento
È più gregaria delle altre cernie e può vivere in piccoli branchi. I giovani sono talvolta straordinariamente amichevoli e non mostrano alcuna paura dei subacquei mentre gli adulti sono molto sospettosi.

### Alimentazione
Identica a quella della cernia bruna.

## Distribuzione e habitat
È una specie più meridionale della più comune e nota cernia bruna, infatti in Atlantico non si ritrova più a nord del golfo di Cadice mentre a sud giunge fino al Sudafrica. Nella acque italiane è più comune lungo le coste delle regioni meridionali.
Vive su fondi misti di sabbia e roccia con prevalenza di quest'ultima.